# Энергетик (дворец культуры)
Дворец культуры «Энергетик» (укр. Палац культури «Енергетик») — ныне заброшенный многофункциональный дворец культуры в Припяти в зоне отчуждения Чернобыльской АЭС.

## История
Дворец был построен в начале 70-х годов для посетителей Припяти и Чернобыльской АЭС. «Энергетик» являлся частью целого комплекса городских центральных зданий, куда входили сам дом культуры, универмаг, гостиница «Полесье», ресторан, кухня для детей, кинотеатр, аптека, зал для занятий спортом, гастроном и прочее. В ДК располагались клубы по интересам, выступали приезжие и местные артисты и коллективы, показывали концерты и спектакли.

## Архитектура
«Энергетик» был отделан белым мрамором снаружи, а внутри до сих пор сохранились обрывки красного вулканического туфа, которым были обклеены стены кинозала в дворце культуры. Большое внимание к себе привлекала надпись «Дворец культуры Энергетик»: слова «Дворец культуры» были освещены лампами синего цвета, а само название горело красным.

## Судьба после аварии на ЧАЭС
После аварии на Чернобыльской АЭС 26 апреля 1986 года ДК «Энергетик», как и все остальные здания в городе, был закрыт, однако использовался ликвидаторами и сотрудниками АЭС в качестве технического помещения. Был окончательно заброшен в 2000 году, после остановки ЧАЭС.
17 октября 2016 года в 20:30 надпись «Энергетик» на Дворце культуры была подсвечена белыми и жёлтыми диодными лампами. Таким образом, сталкеры отметили 30-летие после аварии на ЧАЭС, а также 10-летие выхода игры «S.T.A.L.K.E.R.»:

Моя идея — немного оживить мёртвый город. Ну и отметить скорое десятилетие S.T.A.L.K.E.R. Было очень темно, поэтому пришлось снимать на длинной выдержке, чтобы под луной было видно здание. Подсветку я делал сам — с нуля. Это диоды, подключенные к аккумулятору. На сборку ушло около часа. Процесс был достаточно нервным из-за страха попасться на глаза патрулю. Я не учёл размеры вывески, поэтому мне не хватило жёлтых диодов, и на ходу их пришлось дополнять белыми. В итоге её цвет не совсем соответствует тому, что был раньше.
— Юрий Томашевский, сталкер